# Ахины
Ахи́ны — село в Эхирит-Булагатском районе Иркутской области России. Административный центр Ахинского муниципального образования. 

## Этимология
Согласно легенде название села произошло от белорусского ахінаць — «обживать». По другой версии название происходит от бурятского ахэ, ахай — «старший брат» (возможно, так говорили о переселенцах).
Также существует версия, что данный топоним связан с бурятским эхин — «начало». Недалеко отсюда находится исток реки Куда.

## География
Село находится на левом берегу реки Куда (выше впадения в неё реки Ахины), на расстоянии 65 км к северу от посёлка Усть-Ордынский, административного центра района.

## История
Деревня основана в 1910 году переселенцами—белорусами.

## Население
| 2002 | 2010 | 2011 | 2012 |
| ---- | ---- | ---- | ---- |
| 317  | ↗327 | ↘326 | ↘319 |

### Половой состав
По данным Всероссийской переписи, в 2010 году в селе проживало 327 человек (147 мужчин и 180 женщин).